# Uleomyces sandicensis
Uleomyces sandicensis är en svampart som först beskrevs av Ellis & Everh., och fick sitt nu gällande namn av Arx 1963. Uleomyces sandicensis ingår i släktet Uleomyces och familjen Cookellaceae.   Inga underarter finns listade i Catalogue of Life.